# Тейлор, Ларри
Ларри Джеймс Тейлор Джуниор (англ. Larry James Taylor Junior; род. 3 октября 1980, Чикаго, Иллинойс) — бразильский баскетболист американского происхождения, участник летних Олимпийских игр 2012 года, победитель Панамериканских игр 2015.

## Спортивная биография
Ларри Тейлор родился в 1980 году в Чикаго. Здесь же он начал заниматься баскетболом. На уровне коллеждей Ларри играл за Саут Сабарбан и Миссури Вестерн Гриффонс. В 2003 году Тейлор принял участие в драфте НБА, но не был выбран ни одной из команд. С 2005 года Тейлор стал выступать за пределами США. 3 сезона Ларри провёл в Мексике. В 2008 году Тейлор переехал в Бразилию в клуб «Бауру». В их составе Ларри провёл 7 лет и за это время он 5 раз был выбран в команду всех звёзд чемпионата Бразилии и дважды по итогам сезона был выбран в состав первой пятёрки чемпионата.
В 2012 году Тейлор сменил гражданство, что позволило ему выступить за сборную Бразилии на летних Олимпийских играх. В Лондоне Ларри выходил на площадку во всех 6-ти матчах, в которых набирал в среднем по 4,5 очка за игру. На чемпионате мира 2014 года Тейлор дошёл со сборной до четвертьфинала. На турнире Ларри набирал в среднем по 3 очка, 1,1 подборов и 0,7 ассистов за игру. Первым крупным успехом на уровне сборных для Тейлора стало золото Панамериканских игр 2015 года в Торонто.